# Ampere
En ampere (symbol A) er i fysikken et mål for elektrisk strøm.
Enheden er en SI-grundenhed og defineres til og med 19. maj 2019 på følgende vis: En ampere er den konstante strøm som, hvis den opretholdes i to uendeligt lange lige parallelle ledere med negligerbare cirkulære tværsnit, som er placeret med 1 meters afstand i vakuum, vil producere en kraft mellem disse to ledere på 2×10-7 newton per meter.
Fra den 20. maj 2019 vil en ampere i stedet være defineret som en strøm af elementarladninger på 1 coulomb pr. sekund, som passerer en grænseflade.
1 ampere er herefter = 6,24150907446076 × 1018 e/s.
Enheden ampere er opkaldt efter den franske fysiker André-Marie Ampère, en af de første som udforskede elektromagnetismen.